# دستگیره قلعی چاقالو
دستگیره قلعی چاقالو (به انگلیسی: Fatty's Tintype Tangle) یک فیلم کوتاه کمدی به مدت ۲۰ دقیقه به کارگردانی و بازیگری راسکو آرباکل محصول کشور ایالات متحده آمریکا است.